# Amnesia (película de 1994)
Amnesia es la cuarta película del director de cine chileno Gonzalo Justiniano.
Estrenada en 1994, cuatro años después de finalizada la dictadura militar de Pinochet, trata sobre el reencuentro en democracia entre torturados y torturadores, la memoria histórica, el perdón, el dolor y la venganza. Ambientada en la ciudad de Valparaíso y en el Desierto de Atacama, es una película indispensable para comprender el drama de la transición en Chile.

## Argumento
Luego de años de búsqueda, Ramírez, un exsoldado atormentado por su conciencia, consigue dar con su antiguo sargento del ejército, Zúñiga, bajo cuyas crueles órdenes sirvió como guardia en un campo de prisioneros en el desierto tras el golpe militar de 1973. Al calor de unos tragos, Zúñiga se ve forzado por Ramírez a rememorar un violento pasado que creía haber dejado atrás, sin sospechar que el aparentemente cordial reencuentro forma parte de un plan de Ramírez para vengarse de él en nombre de sus víctimas.

## Reparto[1]
- Julio Jung como Zúñiga.
- Pedro Vicuña como Ramírez.
- José Secall como Carrasco.
- Marcela Osorio como Marta.
- Myriam Palacios como Yolanda.
- José Martín como Alvear.
- Nelson Villagra como capitán Mandiola.
- Carla Cristi
- Alexandra Rencoret
- Mateo Iribarren
- Victor Mix
- Iselda Sepúlveda
- Rodrigo Vidal
- Pablo Striano
- David Olguiser
- François Soto
- Ricardo Castro Ríos
- Hugo Tramón
- Sonia González
- Frida Klimpel
- José Torres
- Maricarmen Arrigorriaga
- Pepe Torres

## Premios[2]
- Premio al director joven en el Festival Internacional de Friburgo (1995)
- Premio del Público en el Festival Internacional de Berlín (1995)
- Premio Kikito de oro en el Gramado Film Festival (1995) Incluyendo Mejor Actor (Pedro Vicuña)
- Cuatro Premios en el Festival de Cine de La Habana (1994), incluyendo Mejor Película y Mejor Actor.